# Austrosalomona
Austrosalomona är ett släkte av insekter. Austrosalomona ingår i familjen vårtbitare.
Kladogram enligt Catalogue of Life:
| Austrosalomona | \| \| Austrosalomona falcata \| \| \| \| \| \| Austrosalomona personafrons \| \| \| \| \| \| Austrosalomona zentae \| \| \| \| |
|                | \| \| Austrosalomona falcata \| \| \| \| \| \| Austrosalomona personafrons \| \| \| \| \| \| Austrosalomona zentae \| \| \| \| |
|                | Austrosalomona falcata |
|                | |
|                | Austrosalomona personafrons |
|                | |
|                | Austrosalomona zentae |
|                | |